# Molleric pebrer de carn dolça
El molleric pebrer de carn dolça (Chalciporus pseudorubinus) és una espècie de fong de l'ordre dels boletals (Boletales). És del grup dels mollerics pebrers, molt rar.

## Morfologia
Bolet de barret menut, de 1-2,5 cm de diàmetre; d’hemisfèric a convex; superfície de groc ocraci, amb zones de colors ataronjat a bru olivaci; superfície llisa, viscosa en temps humit, separable; marge excedent; carn subcuticular groguenca.
Tubs de 6-12 mm ; color gerd a carmí ; separats de la cama ; porus vermell viu, amples, de 0,4 a 2,8 mm de diàmetre, irregulars, angulosos, de bru ataronjat a bru gerd.
Cama del color del barret; de llisa a fibril·losa; groc, tacat de vermellós vora l’esponja.
Carn consistent; groguenca, vinosa sobre l’esponja i a la part superior de la cama, groga al peu; dolça al tast, no amargueja ni a la cama ni al barret; olor fruitada.

## Hàbitat
Des de principis d’estiu a finals de tardor; en tota mena de terrenys; des de l’estatge subalpí a la muntanya mitjana; en pinedes de pi roig i pinassa.

## Comestibilitat
Comestible; per la seva raresa caldria no recol·lectar ni consumir.

## Comentaris
Per a diversos autors, el molleric nan de carn dolça (Chalciporus pseudorubinus) i el molleric nan de plana (Chalciporus pierrhugesii) caldria considerar-los sinònims del molleric nan de muntanya (Chalciporus amarellus). Aquest darrer té els porus de color ataronjat a rosat i la carn amargant.